# Nodipecten magnificus
Nodipecten magnificus је шкољка из реда Ostreoida и фамилије Pectinidae. 

## Угроженост
Подаци о распрострањености ове врсте су недовољни.

## Распрострањење
Еквадор је једино познато природно станиште врсте.